# NGC 2654
NGC 2654 este o galaxie seyfert situată în constelația Ursa Mare. A fost descoperită în 1882 de către Ernst Wilhelm Tempel. Se află la o distanță de 32,06 de megaparseci de Pământ.